# فیرسن
فیرسن (به آلمانی: فیرزن) یک شهر در آلمان است که در فیرسن واقع شده‌است.

## خصوصیات
فیرسن ۷۵٬۵۰۱ نفر جمعیت دارد.

## خواهرخوانده
شهرهای کالوا، کانیف، میتویدا و پیتربورو، انگلستان خواهرخوانده‌های فیرسن هستند.